# Херкле
Херкле (Hercle) је божанство у етрурској митологији. Грчко име му је Herakles. Његов отац је Тинија, врховни бог етрурског пантенона.

## Култ
Представљан је на етрурским споменицима почевши од 6. века п. н. е. и то на сличан начин као и грчки Херакле. Заправо, попут њега и римског Херкула, симболисао је животну снагу, напредак и срећу. За разлику од својих пандана, Херкле није био херој, већ бог и имао је способност прорицања. Такође, његова мајка није била смртна, већ богиња Уни, која се изједначавала са римском Јуноном.

## У уметности
Његови прикази у етрурској уметности су према неким изворима били под утицајем феничанских представљања богова. Лик Херкла је био веома омиљен у етрурском вајарству и израђивао се од бронзе. Могуће је да је био приношен као понуда у светилишту. Нађена бронзана статуа из 325 - 275. п. н. е. која га приказује као младића који стоји, има оштећену испружену руку, али је могуће да је некада у њој била јабука, као алузија на врт Хесперида у коме је Херакле имао свој последњи задатак. Такође, младић је приказан огрнут крзном немејског лава, кога је Херакле победио. То доказује идентитет личности, али су такви прикази у том неком периоду превазиђени у грчкој уметности, али не и међу Етрурцима.